# Bathippus manicatus
Bathippus manicatus là một loài nhện trong họ Salticidae.
Loài này thuộc chi Bathippus. Bathippus manicatus được Eugène Simon miêu tả năm 1902.